# Clinostat
Un clinostat (ou Klinostat) est un appareil de laboratoire qui utilise la rotation pour réduire les effets de la gravité sur la croissance de végétaux (étude du forçage du développement cellulaire gravitropisme) ou embryonnaire (gravimorphisme) par la gravité. 
Un clinostat a par exemple été utilisé pour l'étude des changements de production de certaines protéines chez la plante de laboratoire Arabidopsis en situation de micro-pesanteur.

## Histoire
Le premier clinostat connu sous ce nom dans l'histoire des sciences a été inventé et breveté par Julius von Sachs au tout début du XXe siècle, mais en 1703 Denis Dodart avait déjà conçu un système similaire. 

Réalisé par Newcombe, le premier clinostat à moteur électrique daterait de 1897.

## Principe et description
- Le « clinostat à un seul axe » (aussi appelé « clinostat horizontal ») est formé d'un disque rigide attaché à un moteur. Il s'agissait originellement d'un simple mécanisme d'horlogerie, aujourd'hui remplacé par un moteur électrique. Le disque est tenu verticalement et le moteur tourne lentement (environ un tour par minute). La rotation circulaire uniforme autour de l'axe horizontal conduit le vecteur gravité à balayer 360° autour de l'objet biologique à chaque révolution. 
Si cet objet est par exemple une plante attachée au centre du disque de manière qu'elle soit en position horizontale (dans l'axe du Clinostat), la rotation lente de l'axe perturbe l'effet sur la plante de la force gravitationnelle, ce qui est également le cas en condition d'impesanteur. On a fait de même pour des cultures de cellules animales.
Pour évoquer l'absence de gravité, le clinostat simple doit être parfaitement horizontal. Si le clinostat fait un angle avec l'horizontale, un vecteur de gravité permanent est alors perçu, qui augmente avec l'angle par rapport à l'horizontale. On peut ainsi par exemple simuler la gravité lunaire ou martienne.

- Un clinostat 3xD, ou « clinostat à deux axes » (en anglais random positioning machine (en) ou RPM, machine à orientation aléatoire) permet de simuler un effet anti-gravitationnel dans toutes les directions. 
Ces machines se composent souvent de deux cadres, l'un placé à l'intérieur de l'autre, chacun tournant de façon indépendante à une certaine vitesse, permettant la rotation d'échantillons dans tous les plans. Certains de ces clinostats peuvent aussi fonctionner comme un clinostat 2-D (0,1  à   20 tr/min) ou inversement comme centrifugeuse (1–1,1 G)[5].

## Autres usages et découvertes
Des clinostats ont aussi été utilisés pour annuler des stimuli autres que la gravité (par exemple la directionnalité des effets du soleil). On a ainsi pu montrer que les plantes ne réagissent à la gravité que si la gravistimulation est maintenue durant plus qu'une certaine quantité critique de temps (qui varie selon l'espèce, les organes ou l'âge de la plante, et qui est dit « temps minimal de présentation » (minimal presentation time ou MPT en anglais). Pour de nombreux organes végétaux, le MPT se situe entre 10  et   200 secondes. Si un clinostat est à plusieurs reprises arrêté à une position unique, même pendant un temps aussi bref que 0,5 s, ces arrêts peuvent entraîner une réponse gravitropique.
Les animaux sont bien moins sensibles, leur « temps de présentation » est d'un ou de deux ordres de grandeur plus rapide, ce qui impose l'utilisation de clinostats en rotation rapide, par exemple pour étudier des cultures de cellules animales et le développement d'embryons.

## Problèmes associés à l'utilisation d'un clinostat
- Les clinostats tournent généralement à faible vitesse (clinostat à « rotation lente »), pour limiter les effets centrifuges. Il y a eu débat quant à la vitesse de rotation la plus appropriée, car si elle est trop lente, la plante ou l'animal a le temps d'élaborer des réponses physiologiques à la gravité, et si elle est trop rapide, la force centrifuge et les tensions mécaniques seront responsables d'artefacts. 
Pour la simulation de culture de végétaux à faible pesanteur, la vitesse de rotation optimale a, dès la fin des années 1960, été calée sur celle « vraies » réponses à la microgravité comme on les voit dans l'espace[7]. Elle est programmée entre 0,3  et   3 tr/min pour la plupart des systèmes fabriqués en usine.

- La vitesse de rotation d'un clinostat (généralement de 30  à   150 tr/min) ne convient qu'à de petits échantillons (cultures cellulaires en flacons de quelques mm de diamètre), généralement en suspension dans des milieux liquides. Dans ces conditions, des effets centrifuges importants sont évités. Il existe des clinostats lents (rotations : 0  à   5 tr/min) ou rapides (20  à   200 tr/min) permettant de travailler avec plusieurs dizaines d'échantillons de cultures à la fois.

- Un clinostat à seul axe (ou « clinostat 2xD ») ne simule pas réellement l'apesanteur sur son axe de rotation.

Dans tous les cas, sont à envisager des artefacts induits par les vibrations du moteur ou des articulations, et d'autres effets du système.

## Solution de remplacement
Pour de premières expériences portant sur des cellules, organes ou espèces peu complexes, une solution de remplacement au clinostat peut être la « machine à chute libre » (FFM pour free fall machine en anglais). 
De petits échantillons (suspensions de cellules) sont soumis à une chute libre, déterminée par la gravité terrestre, sur environ un mètre, de hauteur et une période de chute libre d'un peu moins d'une seconde. Les échantillons sont ensuite repoussés vers le haut de l'appareil par un mécanisme approprié, et ainsi de suite. Le « rebond » est répété mais la majeure partie du temps est passé en chute libre « à zéro g ». Ces séquences à g élevés sont censées être trop courtes pour être détectées par le mécanisme physiologique de la plupart des échantillons biologiques, dont on estime qu'ils ne perçoivent alors que le temps passé en chute libre.